# Štýřice
Štýřice – miejska i katastralna części Brna, o powierzchni 332,65 ha. Leży na terenie gmin katastralnych Brno-střed.